# Route des Tamarins
Ne doit pas être confondu avec Route forestière des Tamarins.
La route des Tamarins est une route pour automobile ou route express de l'île de La Réunion, département d'outre-mer français dans le sud-ouest de l'océan Indien. Ouverte à la circulation le 23 juin 2009, elle est longue de 33 kilomètres, reliant les communes de Saint-Paul à L'Étang-Salé en longeant le flanc des premières pentes des Hauts de l'Ouest du territoire. Elle permet désormais d'assurer une liaison routière à 2 x 2 voies autour des trois-quarts de l'île depuis Saint-Benoît jusqu'au Tampon, exception faite de l'entrée ouest de Saint-Denis, entre le pont Vinh-San et la route du Littoral.
L'itinéraire est particulièrement remarquable par la densité de ses ouvrages d'art, cent vingt-trois au total, dont quatre de catégorie exceptionnelle. La route franchit en effet un grand nombre de ravines. Elle a été nommée par référence au tamarinier (Tamarindus indica), localement appelé « tamarin pays », arbre régulièrement présent dans les paysages que traverse la route.
Cet axe routier ne doit pas être confondu avec la « route forestière des Tamarins » qui lui est parallèle environ 1 500 m plus haut et qui fut réalisée de 1970 à 1975 pour desservir la forêt de tamarins des Hauts (Acacia heterophylla) entre la route forestière du Maïdo et le Tévelave.

## Historique
Le projet d'élaborer la route des Tamarins a été imaginé dès le milieu des années 1980.
L'ouvrage, estimé primitivement à 700 millions d'euros, a un coût dépassant actuellement le milliard d'euros.
Cet axe de 34 kilomètres de long dont les travaux préliminaires ont été entamés en 2003 permet de réaliser une liaison continue en 2x2 voies entre Saint-Denis au nord et Le Tampon dans le sud.
Au total, la route des Tamarins franchit plus de 120 ravines. Elle compte vingt-six ouvrages d'art non courants et quatre ouvrages d'art exceptionnels.
Un temps annoncé pour courant 2008, la livraison de l'axe a été reportée pour juin 2009. Il préfigure alors une route faisant le tour de l'île par les Hauts voulue en son temps par le gouverneur Louis Henri Hubert-Delisle.
Le 14 juin 2009, la route des Tamarins a accueilli une balade officielle à vélo. Cette balade avait pour but d’inciter les communes à aménager des pistes cyclables.
Le 21 juin 2009, un feu d'artifice est venu mettre fin aux festivités qui ont eu lieu pendant un mois avant l'ouverture de la route des Tamarins.

## Les ouvrages d'art exceptionnels

### Viaduc de Saint-Paul ou Viaduc du Bernica

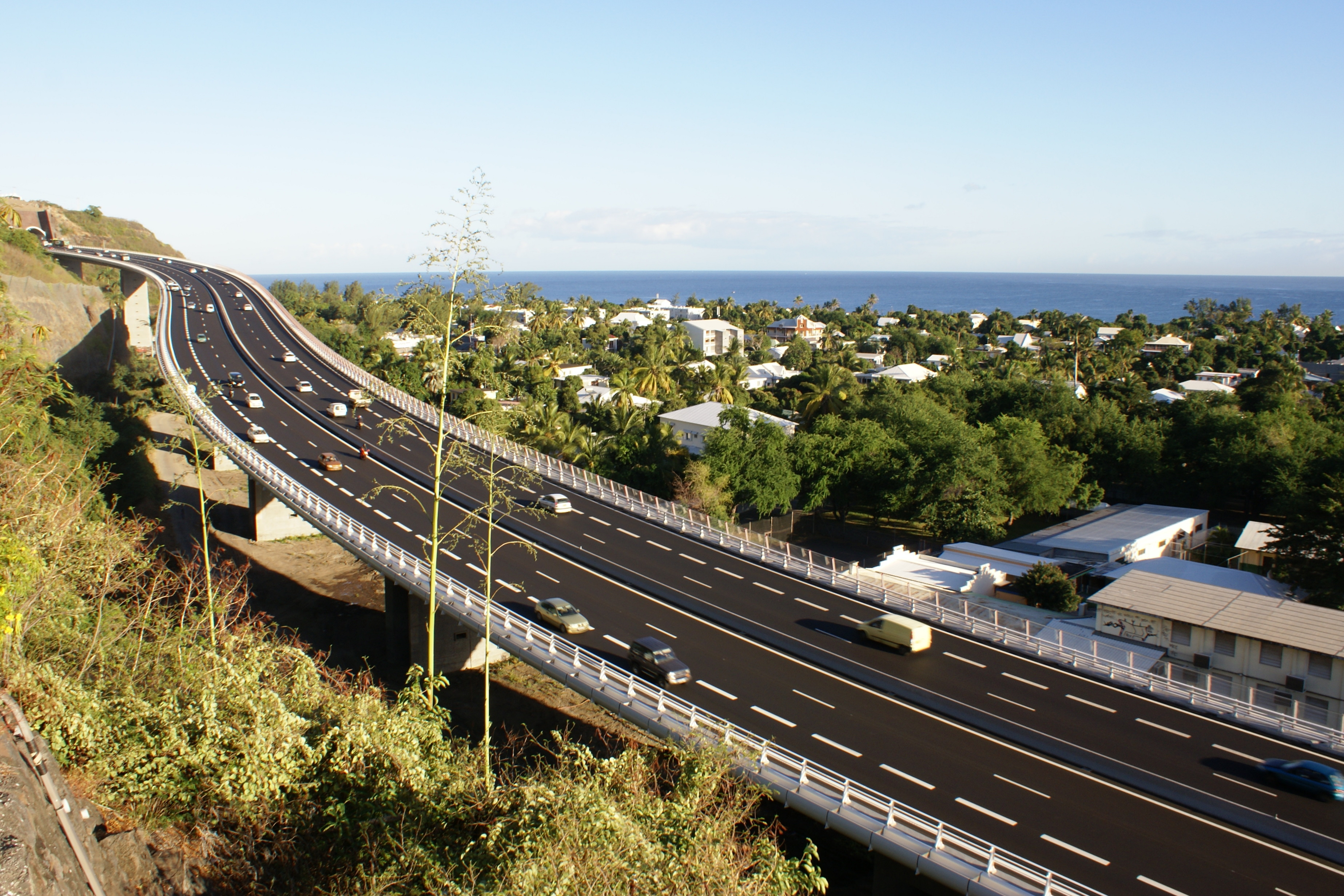
Le viaduc de Saint-Paul.

Le viaduc de Saint-Paul est une rampe sur piliers en forme de S, longue de 756 mètres et large de 26,70 mètres, qui crée un lien direct selon une pente régulière de 6 % et un dénivelé de 35 mètres entre la ville de Saint-Paul (au niveau de l'extrémité ouest de l'Étang) et le plateau qui la domine (où se trouve le quartier de Plateau Caillou).
Cet ouvrage, situé sur le territoire communal de Saint-Paul, marque l'entrée nord de la Route des Tamarins et se prolonge par une tranchée couverte de 150 mètres percée dans la falaise. La chaussée est à 2 x 3 voies pour permettre aux véhicules lents de se tenir à droite. Le pilier le plus haut culmine à 35 mètres.
Les travaux ont commencé en novembre 2005 et se sont terminés en mai 2009. Ils ont coûté, tranchée couverte comprise, 85 millions d'euros.

### Viaduc de la Ravine des Trois-Bassins

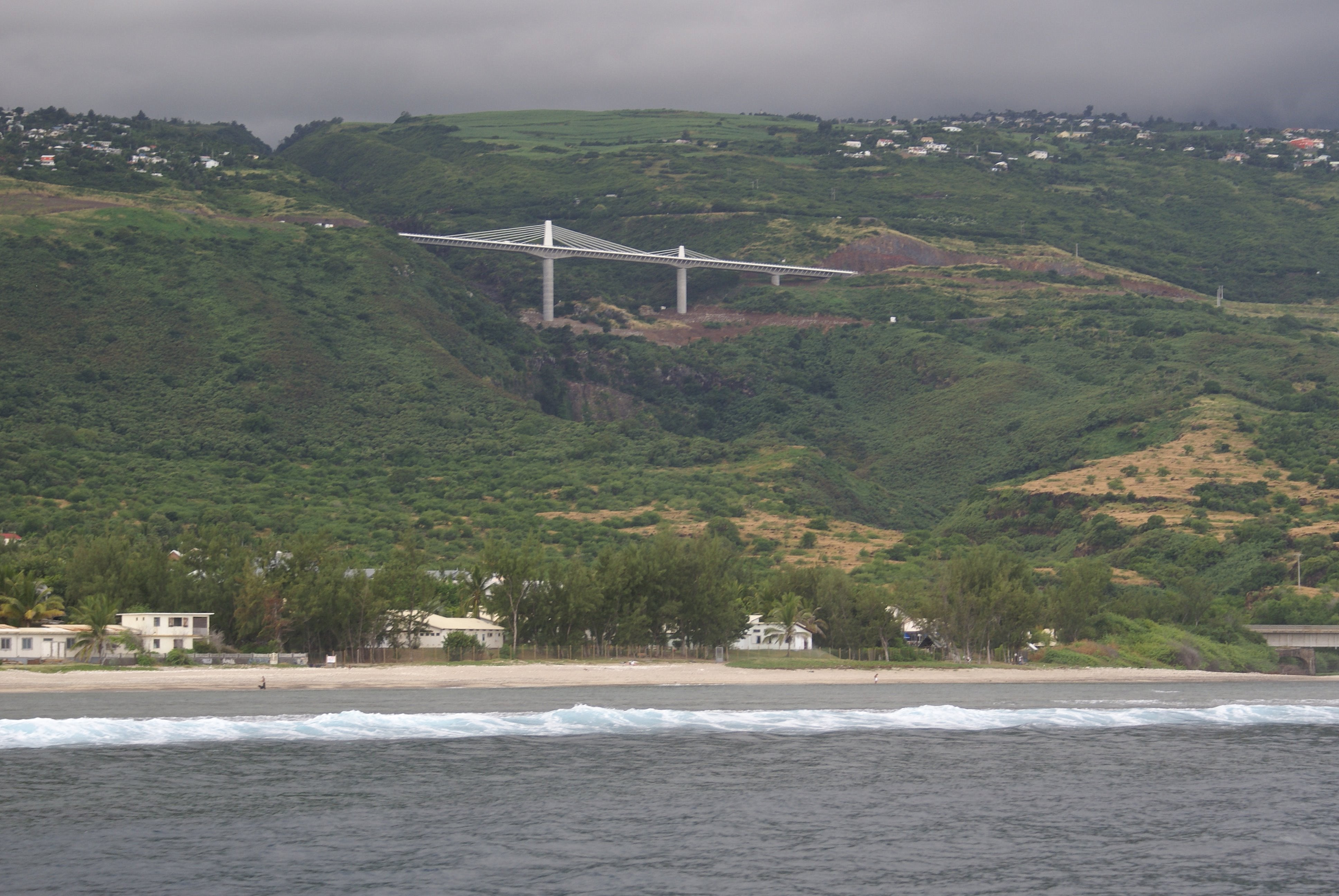
Le viaduc de la ravine des Trois-Bassins.

Le viaduc de la Ravine des Trois-Bassins est un pont à précontrainte extradossé à trois piles, long de 374 mètres et large de 22 mètres, à tablier incliné selon une pente de 3 %, qui permet le franchissement de la ravine des Trois-Bassins.
Cet ouvrage, construit de 2005 à 2009, est situé en limite des territoires des communes de Saint-Paul et de Trois-Bassins.
Sa construction a coûté environ 30 millions d'euros.

### Viaduc de la Grande Ravine

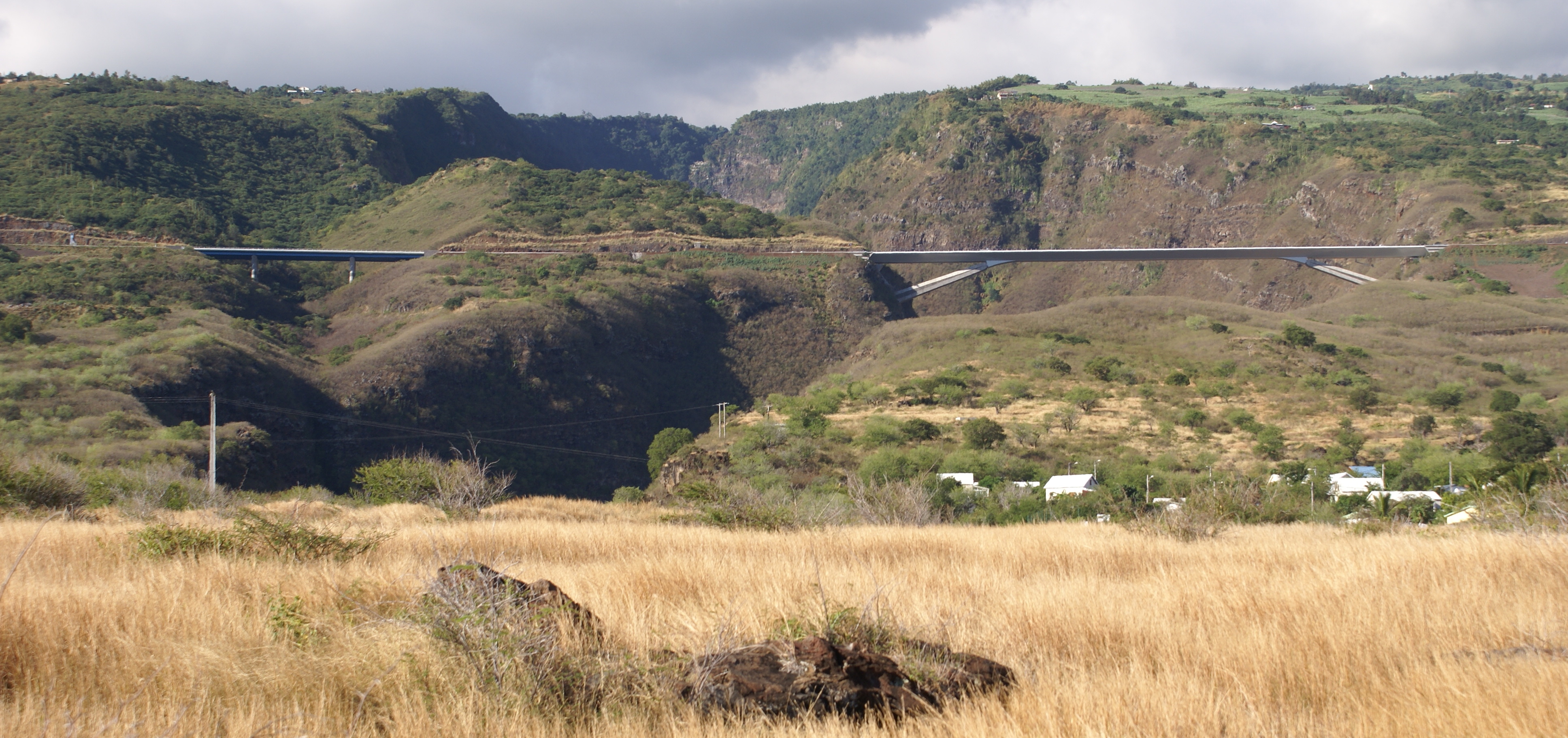
Le viaduc de la Grande Ravine.

Le viaduc de la Grande Ravine est un pont à béquilles très tendues. L'ouvrage met en valeur un site exceptionnel, il relie une brèche de 320 mètres de longueur et de 170 mètres de profondeur, une faune et une flore uniques des fonds de ravines quasi inexplorés. La lame est un tablier d'acier de 288 m de long fabriqué par Eiffel et constitué de 24 caissons multi-alvéolaires à dalle orthotrope de 4 m de haut et 20 m de large. La construction a nécessité 62 000 tonnes de déblais, 3 560 tonnes d'acier pour le tablier et 212 tonnes de précontrainte.

### Viaduc de la Ravine de la Fontaine
Le viaduc de la ravine de la Fontaine est un pont en arc, ancré au-dessus du gouffre. Depuis Saint-Leu, située en contrebas, seuls deux tiers du pont sont visibles, le troisième tiers disparaissant dans le virage. Les dimensions de la Ravine Fontaine sont de 200 mètres de large et 110 mètres de profondeur. Le viaduc est composé d'un arc métallique de 170 m de portée et d'un tablier mixte acier-béton de 200 m de long. Cet ouvrage est exceptionnel car arc et tablier ont été construits simultanément par encorbellements successifs. Flèche de l'arc 22,5 m, portée de l'arc 170 m, terrassement 21 000 m3.

## Les ouvrages d'art non courants
Dans cette catégorie, on trouve les viaducs situés de part et d'autre du tunnel du Cap La Houssaye, qui totalisent 1,2 km de tablier.

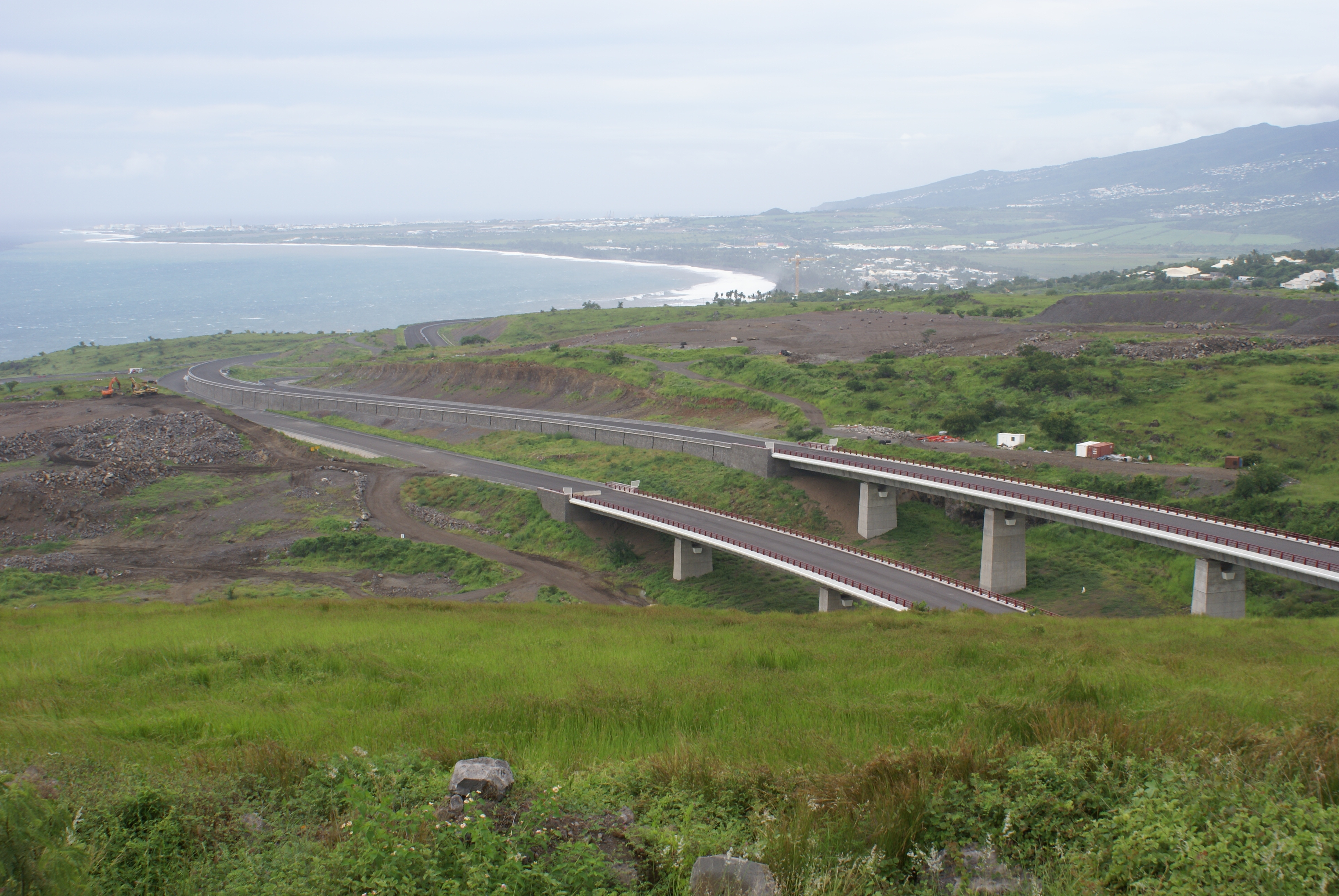
Le viaduc de Fleurimont.

### Viaduc de Fleurimont
Le viaduc de Fleurimont est un viaduc de Saint-Paul. Cet ouvrage d'art franchit la ravine Fleurimont par la route des Tamarins. Long de 241 mètres, il est constitué de deux ponts parallèles légèrement courbes.

### Viaducs de Petit Bras Canot et de Bras Boucan Canot
Ces viaducs qui traversent la savane de Saint-Paul ont les mêmes caractéristiques que le viaduc de Fleurimont, 2 ponts parallèles décalés de 10 m côté mer. Le viaduc de Petit Bras Canot a une longueur de 60 m, celui de Bras Boucan Canot, 310 m.

## Les tunnels
Trois tunnels ont été construits : la tranchée couverte de Plateau Caillou (200 m), le tunnel du Cap La Houssaye (368 m, ce qui en fait le plus long tunnel routier de l'île), la tranchée couverte de Piton Bois de Nèfles à Saint-Leu (220 m)[réf. nécessaire].

## Échangeurs
- 1 vers le quartier de Plateau caillou
- 2 vers Saint-Gilles et la route départementale 10
- 3 vers Saint-Gilles par la route départementale 100
- 4 Route départementale 12
- 5 vers Saint-Leu
- 6 vers le Piton de Saint-Leu
- 7
- 8 vers l'Étang-Salé
- 9
- 10 Étang-Salé
- 11 Saint-Louis ouest
- 12 Saint-Louis est
- 13 Sur nationale 1c
- 14 Route départementale 26

## Coûts

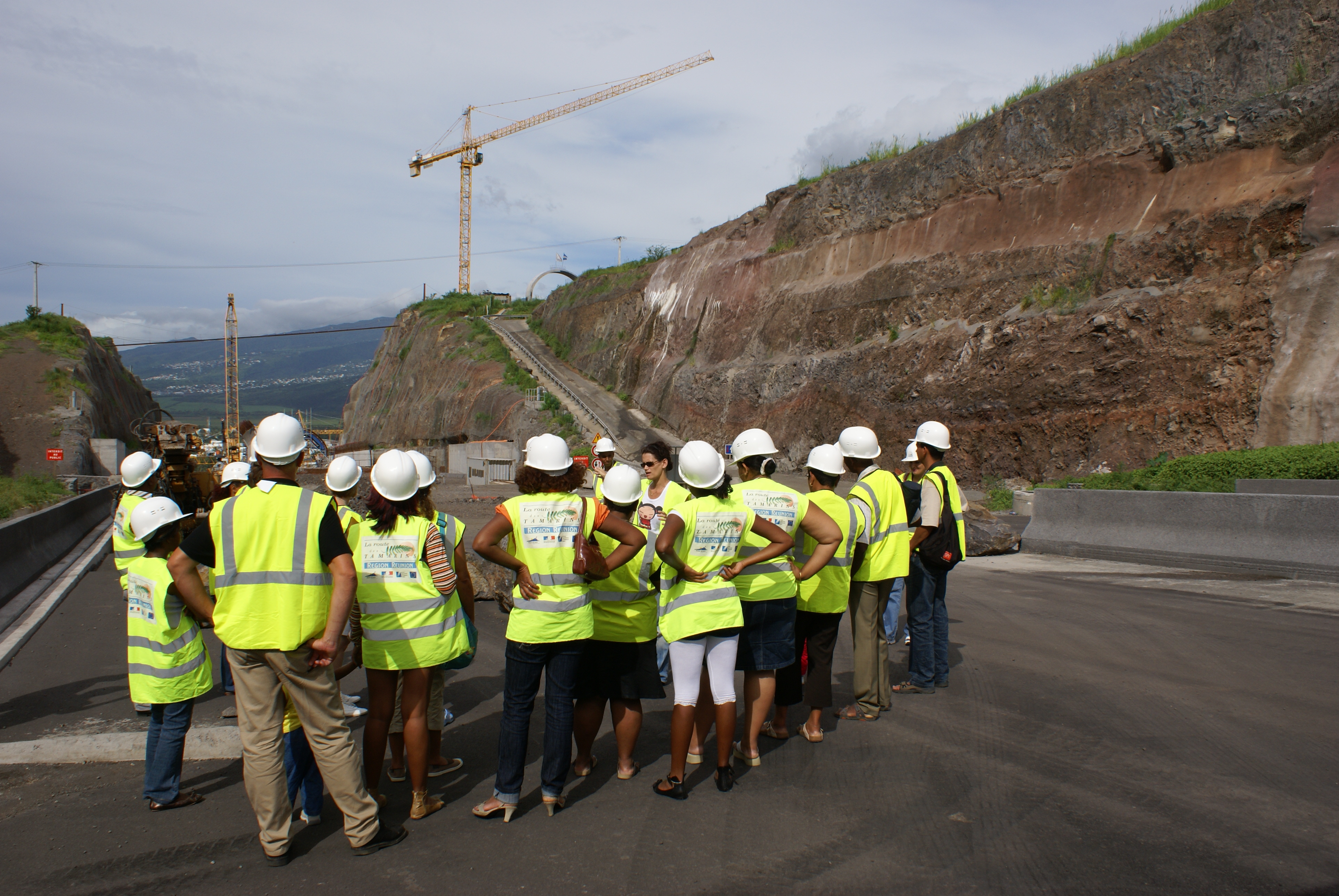
Touristes sur la route des Tamarins en construction.

Au total, la réalisation de la route des Tamarins aura coûté 1 091 millions d'euros, soit un surcoût de 75 % par rapport au budget de 635 millions d’euros prévu en 2000. Initialement sous évalué de 10 millions, le montant de l'opération avait déjà augmenté de 127 millions avant le début des travaux en 2005,.
Le financement a été assuré par la Région Réunion, maître d'ouvrage, à hauteur de 900 millions environ, dont 500 millions en fonds propres grâce au « fonds d'intervention routier de transports », le FIRT, qui est abondé par la perception locale de la taxe sur les produits pétroliers et dont 400 millions par voie d'emprunt. Le complément a été apporté par l'Union européenne, sur ses fonds structurels d'intervention,.